# Germania ai Giochi della XXXII Olimpiade
La Germania ha partecipato ai Giochi della XXXII Olimpiade che si sono svolti a Tokyo, Giappone, dal 23 luglio all'8 agosto 2021; originariamente previsti per l'estate 2020, erano stati rimandati di un anno a causa della pandemia di COVID-19. La delegazione era composta da 425 atleti, 252 uomini e 171 donne.

## Medaglie
| Riepilogo quotidiano | Riepilogo quotidiano | Riepilogo quotidiano | Riepilogo quotidiano | Riepilogo quotidiano | Riepilogo quotidiano | Riepilogo quotidiano |
| -------------------- | -------------------- | -------------------- | -------------------- | -------------------- | -------------------- | -------------------- |
| Giorno               | Data                 |                      |                      |                      | Totale               |                      |
| 1º                   | 24                   | 0                    | 0                    | 0                    | 0                    |                      |
| 2º                   | 25                   | 0                    | 0                    | 2                    | 2                    |                      |
| 3º                   | 26                   | 0                    | 0                    | 1                    | 1                    |                      |
| 4º                   | 27                   | 2                    | 0                    | 0                    | 2                    |                      |
| 5º                   | 28                   | 1                    | 2                    | 2                    | 5                    |                      |
| 6º                   | 29                   | 0                    | 1                    | 2                    | 3                    |                      |
| 7º                   | 30                   | 0                    | 1                    | 2                    | 3                    |                      |
| 8º                   | 31                   | 0                    | 0                    | 1                    | 1                    |                      |
| 9º                   | 1                    | 1                    | 0                    | 1                    | 2                    |                      |
| 10º                  | 2                    | 2                    | 2                    | 0                    | 4                    |                      |
| 11º                  | 3                    | 2                    | 2                    | 3                    | 7                    |                      |
| 12º                  | 4                    | 0                    | 0                    | 2                    | 2                    |                      |
| 13º                  | 5                    | 1                    | 1                    | 0                    | 2                    |                      |
| 14º                  | 6                    | 0                    | 2                    | 0                    | 2                    |                      |
| 15º                  | 7                    | 1                    | 0                    | 0                    | 1                    |                      |
| 16º                  | 8                    | 0                    | 0                    | 0                    | 0                    |                      |
| Totale               | Totale               | 10                   | 11                   | 16                   | 37                   |                      |

### Medagliere per disciplina
| Sport            | Oro | Argento | Bronzo | Totale |
| ---------------- | --- | ------- | ------ | ------ |
| Equitazione      | 3   | 1       | 0      | 4      |
| Canoa/kayak      | 2   | 1       | 4      | 7      |
| Atletica leggera | 1   | 2       | 0      | 3      |
| Ciclismo         | 1   | 1       | 0      | 2      |
| Nuoto            | 1   | 0       | 2      | 3      |
| Lotta            | 1   | 0       | 2      | 3      |
| Tennis           | 1   | 0       | 0      | 1      |
| Canottaggio      | 0   | 2       | 0      | 2      |
| Judo             | 0   | 1       | 2      | 3      |
| Vela             | 0   | 1       | 2      | 3      |
| Tennistavolo     | 0   | 1       | 1      | 2      |
| Ginnastica       | 0   | 1       | 0      | 1      |
| Tuffi            | 0   | 0       | 2      | 2      |
| Tiro con l'arco  | 0   | 0       | 1      | 1      |
| Totale           | 10  | 11      | 16     | 37     |

### Medaglie d'oro
| Medaglia | Nome                                                       | Sport            | Evento                           |
| -------- | ---------------------------------------------------------- | ---------------- | -------------------------------- |
| Oro      | Ricarda Funk                                               | Canoa/kayak      | Slalom K1 femminile              |
| Oro      | Dorothee Schneider Isabell Werth Jessica von Bredow-Werndl | Equitazione      | Dressage a squadre               |
| Oro      | Jessica von Bredow-Werndl                                  | Equitazione      | Dressage individuale             |
| Oro      | Alexander Zverev                                           | Tennis           | Singolare maschile               |
| Oro      | Aline Rotter-Focken                                        | Lotta            | Libera 76 kg femminile           |
| Oro      | Julia Krajewski                                            | Equitazione      | Concorso completo individuale    |
| Oro      | Malaika Mihambo                                            | Atletica leggera | Salto in lungo femminile         |
| Oro      | Franziska Brauße Lisa Brennauer Lisa Klein Mieke Kröger    | Ciclismo         | Inseguimento a squadre femminile |
| Oro      | Florian Wellbrock                                          | Nuoto            | Maratona 10 km maschile          |
| Oro      | Max Lemke Tom Liebscher Ronald Rauhe Max Rendschmidt       | Canoa/kayak      | K4 500 metri maschile            |

### Medaglie d'argento
| Medaglia | Nome | Sport            | Evento                            |
| -------- | --- | ---------------- | --------------------------------- |
| Argento  | Eduard Trippel | Judo             | 90 kg maschile                    |
| Argento  | Isabell Werth | Equitazione      | Dressage individuale              |
| Argento  | Jason Osborne Jonathan Rommelmann | Canottaggio      | 2 di coppia pesi leggeri maschile |
| Argento  | Laurits Follert Malte Jakschik Torben Johannesen Hannes Ocik Olaf Roggensack Martin Sauer Richard Schmidt Jakob Schneider Johannes Weißenfeld | Canottaggio      | Otto maschile                     |
| Argento  | Lea Sophie Friedrich Emma Hinze | Ciclismo         | Velocità a squadre femminile      |
| Argento  | Kristin Pudenz | Atletica leggera | Lancio del disco femminile        |
| Argento  | Susann Beucke Tina Lutz | Vela             | 49erFX femminile                  |
| Argento  | Lukas Dauser | Ginnastica       | Parallele simmetriche maschile    |
| Argento  | Max Hoff Jacob Schopf | Canoa/kayak      | K2 1000 metri maschile            |
| Argento  | Jonathan Hilbert | Atletica leggera | Marcia 50 km maschile             |
| Argento  | Timo Boll Patrick Franziska Dimitrij Ovtcharov                                                                                                | Tennistavolo     | Squadre maschile                  |

### Medaglie di bronzo
| Medaglia | Nome | Sport           | Evento                            |
| -------- | --- | --------------- | --------------------------------- |
| Bronzo   | Lena Hentschel Tina Punzel | Tuffi           | Trampolino 3 m sincro femminile   |
| Bronzo   | Michelle Kroppen Charline Schwarz Lisa Unruh | Tiro con l'arco | Squadre femminile                 |
| Bronzo   | Sideris Tasiadis | Canoa/kayak     | Slalom C1 maschile                |
| Bronzo   | Sarah Köhler | Nuoto           | 1500 metri stile libero femminili |
| Bronzo   | Patrick Hausding Lars Rüdiger | Tuffi           | Trampolino 3 m sincro maschile    |
| Bronzo   | Andrea Herzog | Canoa/kayak     | Slalom C1 femminile               |
| Bronzo   | Anna-Maria Wagner | Judo            | 78 kg femminile                   |
| Bronzo   | Hannes Aigner | Canoa/kayak     | Slalom K1 maschile                |
| Bronzo   | Dimitrij Ovtcharov | Tennistavolo    | Singolare maschile                |
| Bronzo   | Sebastian Seidl Igor Wandtke Dominic Ressel Eduard Trippel Karl-Richard Frey Johannes Frey Theresa Stoll Martyna Trajdos Giovanna Scoccimarro Anna-Maria Wagner Jasmin Grabowski | Judo            | Gara a squadre                    |
| Bronzo   | Florian Wellbrock | Nuoto           | 1500 metri stile libero maschili  |
| Bronzo   | Sebastian Brendel Tim Hecker | Canoa/kayak     | C2 1000 metri maschile            |
| Bronzo   | Erik Heil Thomas Plößel | Vela            | 49er maschile                     |
| Bronzo   | Paul Kohlhoff Alica Stuhlemmer | Vela            | Nacra 17                          |
| Bronzo   | Frank Stäbler | Lotta           | Greco-romana 67 kg maschile       |
| Bronzo   | Denis Kudla | Lotta           | Greco-romana 87 kg maschile       |

## Delegazione
| Sport                | Uomini | Donne | Totale |
| -------------------- | ------ | ----- | ------ |
| Arrampicata sportiva | 2      | 0     | 2      |
| Atletica leggera     | 43     | 47    | 90     |
| Badminton            | 3      | 2     | 5      |
| Beach volley         | 2      | 4     | 6      |
| Calcio               | 19     | 0     | 19     |
| Canoa/Kayak          | 11     | 10    | 21     |
| Canottaggio          | 20     | 7     | 27     |
| Ciclismo             | 14     | 14    | 28     |
| Equitazione          | 6      | 6     | 12     |
| Ginnastica           | 4      | 4     | 8      |
| Golf                 | 2      | 2     | 4      |
| Hockey su prato      | 19     | 19    | 38     |
| Judo                 | 7      | 6     | 13     |
| Karate               | 3      | 1     | 4      |
| Lotta                | 5      | 2     | 7      |
| Nuoto                | 18     | 13    | 31     |
| Pallacanestro        | 12     | 0     | 12     |
| Pallamano            | 15     | 0     | 15     |
| Pentathlon moderno   | 2      | 2     | 4      |
| Pugilato             | 2      | 1     | 3      |
| Scherma              | 8      | 1     | 9      |
| Skateboard           | 1      | 1     | 2      |
| Sollevamento pesi    | 2      | 2     | 4      |
| Surf                 | 1      | 0     | 1      |
| Taekwondo            | 1      | 0     | 1      |
| Tennis               | 6      | 3     | 9      |
| Tennistavolo         | 4      | 4     | 8      |
| Tiro                 | 3      | 5     | 8      |
| Tiro con l'arco      | 1      | 3     | 4      |
| Triathlon            | 2      | 2     | 4      |
| Tuffi                | 5      | 4     | 9      |
| Vela                 | 4      | 6     | 10     |
| Totale               | 254    | 171   | 425    |

## Arrampicata sportiva
| Atleta          | Evento        | Qualificazione | Qualificazione | Qualificazione | Qualificazione | Qualificazione | Qualificazione | Qualificazione | Qualificazione | Qualificazione | Qualificazione | Finale          | Finale          | Finale          | Finale          | Finale          | Finale          | Finale          | Finale          | Finale          | Finale |
| Atleta          | Evento        | Speed          | Speed          | Speed          | Lead           | Lead           | Bouldering     | Bouldering     | Bouldering     | Totale         | Totale         | Speed           | Speed           | Lead            | Lead            | Bouldering      | Bouldering      | Bouldering      | Totale          | Totale          |        |
| Atleta          | Evento        | A              | B              | Pos.           | Punti          | Pos.           | Top            | Zona           | Pos.           | Punti          | Pos.           | Migliore        | Pos.            | Punti           | Pos.            | Top             | Zona            | Pos.            | Punti           | Pos.            |        |
| --------------- | ------------- | -------------- | -------------- | -------------- | -------------- | -------------- | -------------- | -------------- | -------------- | -------------- | -------------- | --------------- | --------------- | --------------- | --------------- | --------------- | --------------- | --------------- | --------------- | --------------- | ------ |
| Alexander Megos | Gara maschile | 9"89           | 7"47           | 19º            | 36+            | 6º             | 1              | 4              | 6º             | 684            | 9º             | Non qualificato | Non qualificato | Non qualificato | Non qualificato | Non qualificato | Non qualificato | Non qualificato | Non qualificato | Non qualificato |        |
| Jan Hojer       | Gara maschile | 6"63           | C              | 11º            | 29+            | 9º             | 1              | 3              | 9º             | 891            | 12º            | Non qualificato | Non qualificato | Non qualificato | Non qualificato | Non qualificato | Non qualificato | Non qualificato | Non qualificato | Non qualificato |        |

## Atletica leggera

### Uomini
Eventi su pista e strada
| Atleta                                                        | Evento         | Batteria  | Batteria  | Semifinale      | Semifinale      | Finale          | Finale          |
| Atleta                                                        | Evento         | Risultato | Posizione | Risultato       | Posizione       | Risultato       | Posizione       |
| ------------------------------------------------------------- | -------------- | --------- | --------- | --------------- | --------------- | --------------- | --------------- |
| Steven Müller                                                 | 200 m          | 21"08     | 40º       | Non qualificato | Non qualificato | Non qualificato | Non qualificato |
| Marvin Schlegel                                               | 400 m          | 46"39     | 35º       | Non qualificato | Non qualificato | Non qualificato | Non qualificato |
| Amos Bartelsmeyer                                             | 1500 m         | 3'38"36   | 22º       | Non qualificato | Non qualificato | Non qualificato | Non qualificato |
| Robert Farken                                                 | 1500 m         | 3'36"61   | 12º Q     | 3'35"21         | 18º             | Non qualificato | Non qualificato |
| Mohamed Mohumed                                               | 5000 m         | 13'50"46  | 31º       | N.D.            | N.D.            | Non qualificato | Non qualificato |
| Gregor Traber                                                 | 110 m ostacoli | 13"65     | 30º       | Non qualificato | Non qualificato | Non qualificato | Non qualificato |
| Joshua Abuaku                                                 | 400 m ostacoli | 49"50     | 20º q     | 49"93           | 23º             | Non qualificato | Non qualificato |
| Luke Campbell                                                 | 400 m ostacoli | 49"19     | 15º Q     | 48"62           | 11º             | Non qualificato | Non qualificato |
| Constantin Preis                                              | 400 m ostacoli | 49"73     | 25º Q     | 49"10           | 17º             | Non qualificato | Non qualificato |
| Karl Bebendorf                                                | 3000 m siepi   | 8'33"27   | 33º       | N.D.            | N.D.            | Non qualificato | Non qualificato |
| Deniz Almas Lucas Ansah-Peprah Joshua Hartmann Julian Reus    | 4×100 m        | 38"06     | 5ª q      | N.D.            | N.D.            | 38"12           | 6ª              |
| Jean Paul Bredau Luke Campbell Manuel Sanders Marvin Schlegel | 4×400 m        | 3'03"62   | 15ª       | N.D.            | N.D.            | Non qualificata | Non qualificata |
| Amanal Petros                                                 | Maratona       | N.D.      | N.D.      | N.D.            | N.D.            | 2h16'33"        | 30º             |
| Hendrik Pfeiffer                                              | Maratona       | N.D.      | N.D.      | N.D.            | N.D.            | 2h20'43"        | 50º             |
| Richard Ringer                                                | Maratona       | N.D.      | N.D.      | N.D.            | N.D.            | 2h16'08"        | 26º             |
| Nils Brembach                                                 | Marcia 20 km   | N.D.      | N.D.      | N.D.            | N.D.            | 1h26'45"        | 28º             |
| Leo Köpp                                                      | Marcia 20 km   | N.D.      | N.D.      | N.D.            | N.D.            | 1h24'46"        | 22º             |
| Christopher Linke                                             | Marcia 20 km   | N.D.      | N.D.      | N.D.            | N.D.            | 1h21'50"        | 5º              |
| Carl Dohmann                                                  | Marcia 50 km   | N.D.      | N.D.      | N.D.            | N.D.            | 4h07'18"        | 33º             |
| Jonathan Hilbert                                              | Marcia 50 km   | N.D.      | N.D.      | N.D.            | N.D.            | 3h50'44"        |                 |
| Nathaniel Seiler                                              | Marcia 50 km   | N.D.      | N.D.      | N.D.            | N.D.            | 4h15'37"        | 42º             |

Eventi su campo
| Atleta               | Evento                 | Qualificazione | Qualificazione | Finale          | Finale          |
| Atleta               | Evento                 | Risultato      | Posizione      | Risultato       | Posizione       |
| -------------------- | ---------------------- | -------------- | -------------- | --------------- | --------------- |
| Mateusz Przybylko    | Salto in alto          | 2,21           | 23º            | Non qualificato | Non qualificato |
| Bo Kanda Lita Baehre | Salto con l'asta       | 5,75           | 1º q           | 5,70            | 11º             |
| Torben Blech         | Salto con l'asta       | 5,30           | 25º            | Non qualificato | Non qualificato |
| Oleg Zernikel        | Salto con l'asta       | 5,65           | 12º q          | 5,70            | 9º              |
| Fabian Heinle        | Salto in lungo         | 7,96           | 10º q          | 7,62            | 12º             |
| Max Heß              | Salto triplo           | 16,69          | 17º            | Non qualificato | Non qualificato |
| David Wrobel         | Lancio del disco       | 60,38          | 22º            | Non qualificato | Non qualificato |
| Daniel Jasinski      | Lancio del disco       | 63,29          | 9º q           | 62,44           | 10º             |
| Clemens Prüfer       | Lancio del disco       | 63,18          | 11º q          | 61,75           | 11º             |
| Tristan Schwandke    | Lancio del martello    | 73,77          | 21º            | Non qualificato | Non qualificato |
| Bernhard Seifert     | Lancio del giavellotto | 68,30          | 31º            | Non qualificato | Non qualificato |
| Johannes Vetter      | Lancio del giavellotto | 85,64          | 2º Q           | 82,52           | 9º              |
| Julian Weber         | Lancio del giavellotto | 84,41          | 6º Q           | 85,30           | 4º              |

Eventi multipli
| Atleta       | Evento    | 100 m     | Lungo    | Peso      | Alto     | 400 m     | 110 ost.  | Disco     | Asta     | Giav.     | 1500 m      | Punteggio totale | Pos. |
| ------------ | --------- | --------- | -------- | --------- | -------- | --------- | --------- | --------- | -------- | --------- | ----------- | ---------------- | ---- |
| Niklas Kaul  | Decathlon | 11"22 812 | 7,36 900 | 14,55 762 | 2,11 906 | DNF 0     | DNF       | DNF       | DNF      | DNF       | DNF         | DNF              | DNF  |
| Kai Kazmirek | Decathlon | 11"09 841 | 7,48 930 | 14,46 757 | 2,02 822 | 48"17 901 | 14"73 882 | 42,70 720 | 4,80 849 | 63,76 795 | 4'48"30 629 | 8126             | 14º  |

### Donne
Eventi su pista e strada
| Alexandra Burghardt                                               | 100 m          | 11"08   | 13ª Q | 11"07           | 11ª             | Non qualificata | Non qualificata |                 |                 |
| Lisa Mayer                                                        | 100 m          | DNS     | DNS   | Non qualificata | Non qualificata | Non qualificata | Non qualificata |                 |                 |
| Tatjana Pinto                                                     | 100 m          | 11"16   | 18ª Q | 11"35           | 22ª             | Non qualificata | Non qualificata |                 |                 |
| Lisa-Marie Kwayie                                                 | 200 m          | 23"14   | 21ª q | 23"42           | 24ª             | Non qualificata | Non qualificata |                 |                 |
| Jessica-Bianca Wessolly                                           | 200 m          | 23"41   | 32ª   | Non qualificata | Non qualificata | Non qualificata | Non qualificata |                 |                 |
| Corinna Schwab                                                    | 400 m          | 52"29   | 27ª   | Non qualificata | Non qualificata | Non qualificata | Non qualificata |                 |                 |
| Christina Hering                                                  | 800 m          | 2'02"23 | 30ª   | Non qualificata | Non qualificata | Non qualificata | Non qualificata |                 |                 |
| Katharina Trost                                                   | 800 m          | 2'00"99 | 13ª q | 2'02"14         | 20ª             | Non qualificata | Non qualificata | Non qualificata | Non qualificata |
| Caterina Granz                                                    | 1500 m         | 4'06"22 | 24ª q | 4'10"93         | 25ª             | Non qualificata | Non qualificata |                 |                 |
| Hanna Klein                                                       | 1500 m         | 4'14"83 | 39ª   | Non qualificata | Non qualificata | Non qualificata | Non qualificata |                 |                 |
| Konstanze Klosterhalfen                                           | 10000 m        | N.D.    | N.D.  | N.D.            | N.D.            | 31'01"97        | 8ª              |                 |                 |
| Ricarda Lobe                                                      | 100 m ostacoli | 13"43   | 36ª   | Non qualificata | Non qualificata | Non qualificata | Non qualificata |                 |                 |
| Carolina Krafzik                                                  | 400 m ostacoli | 54"72   | 5ª Q  | 54"96           | 10ª             | Non qualificata | Non qualificata | Non qualificata | Non qualificata |
| Elena Burkard                                                     | 3000 m siepi   | 9'30"64 | 17ª   | N.D.            | N.D.            | Non qualificata | Non qualificata | Non qualificata | Non qualificata |
| Gesa Felicitas Krause                                             | 3000 m siepi   | 9'19"62 | 5ª Q  | N.D.            | N.D.            | 9'14"00         | 5ª              |                 |                 |
| Lea Meyer                                                         | 3000 m siepi   | 9'33"00 | 22ª   | N.D.            | N.D.            | Non qualificata | Non qualificata | Non qualificata | Non qualificata |
| Alexander Burghardt Rebekka Haase Gina Lückenkemper Tatjana Pinto | 4×100 m        | 42"00   | 3ª Q  | N.D.            | N.D.            | 42"12           | 5ª              |                 |                 |
| Carolina Krafzik Laura Müller Corinna Schwab Ruth Spelmeyer       | 4×400 m        | 3'24"77 | 10ª   | N.D.            | N.D.            | Non qualificata | Non qualificata |                 |                 |
| Melat Yisak Kejeta                                                | Maratona       | N.D.    | N.D.  | N.D.            | N.D.            | 2h29'16"        | 6ª              |                 |                 |
| Deborah Schöneborn                                                | Maratona       | N.D.    | N.D.  | N.D.            | N.D.            | 2h33'08"        | 18ª             |                 |                 |
| Katharina Steinruck                                               | Maratona       | N.D.    | N.D.  | N.D.            | N.D.            | 2h35'00"        | 31ª             |                 |                 |
| Saskia Feige                                                      | Marcia 20 km   | N.D.    | N.D.  | N.D.            | N.D.            | DNF             | DNF             |                 |                 |

Eventi su campo
| Atleta                     | Evento                 | Qualificazione | Qualificazione | Finale          | Finale          |
| Atleta                     | Evento                 | Risultato      | Posizione      | Risultato       | Posizione       |
| -------------------------- | ---------------------- | -------------- | -------------- | --------------- | --------------- |
| Marie-Laurence Jungfleisch | Salto in alto          | 1,95           | 4ª Q           | 1,93            | 10ª             |
| Imke Onnen                 | Salto in alto          | 1,86           | 25ª            | Non qualificata | Non qualificata |
| Maryse Luzolo              | Salto in lungo         | 6,54           | 15ª            | Non qualificata | Non qualificata |
| Malaika Mihambo            | Salto in lungo         | 6,98           | 2ª Q           | 7,00            |                 |
| Neele Eckhardt             | Salto triplo           | 14,20          | 14ª            | Non qualificata | Non qualificata |
| Kristin Gierisch           | Salto triplo           | 13,02          | 30ª            | Non qualificata | Non qualificata |
| Sara Gambetta              | Getto del peso         | 18,57          | 12ª q          | 18,88           | 8ª              |
| Katharina Maisch           | Getto del peso         | 17,89          | 15ª            | Non qualificata | Non qualificata |
| Christina Schwanitz        | Getto del peso         | 18,08          | 14ª            | Non qualificata | Non qualificata |
| Marike Steinacker          | Lancio del disco       | 63,22          | 6ª q           | 62,02           | 8ª              |
| Claudine Vita              | Lancio del disco       | 62,46          | 10ª q          | 61,80           | 9ª              |
| Kristin Pudenz             | Lancio del disco       | 63,73          | 4ª q           | 66,86           |                 |
| Samantha Borutta           | Lancio del martello    | 67,38          | 24ª            | Non qualificata | Non qualificata |
| Christin Hussong           | Lancio del giavellotto | 61,68          | 11ª q          | 59,94           | 9ª              |

Eventi multipli
| Atleta          | Evento    | 100 ost.   | Alto     | Peso      | 200 m     | Lungo    | Giav.     | 800 m       | Punteggio totale | Pos. |
| --------------- | --------- | ---------- | -------- | --------- | --------- | -------- | --------- | ----------- | ---------------- | ---- |
| Vanessa Grimm   | Eptathlon | 13"88 995  | 1,77 941 | 14,52 829 | 25"03 884 | 5,94 831 | 44,75 759 | 2'16"27 875 | 6114             | 19ª  |
| Carolin Schäfer | Eptathlon | 13"29 1081 | 1,80 978 | 13,99 793 | 24"33 949 | 5,78 783 | 54,10 940 | 2'14"92 895 | 6419             | 7ª   |

### Misto
| Atleta                                                                     | Evento  | Batteria  | Batteria  | Finale    | Finale    |
| Atleta                                                                     | Evento  | Risultato | Posizione | Risultato | Posizione |
| -------------------------------------------------------------------------- | ------- | --------- | --------- | --------- | --------- |
| Marvin Schlegel Corinna Schwab Nadine Gonska Manuel Sanders Ruth Spelmeyer | 4×400 m | 3'12"94   | 9ª q      | DNF       | DNF       |

## Badminton
| Atleta                        | Evento            | Girone                          | Girone                      | Girone                             | Girone | Ottavi               | Quarti               | Semifinale           | Finale               | Finale          |
| Atleta                        | Evento            | Avversario Punteggio            | Avversario Punteggio        | Avversario Punteggio               | Pos.   | Avversario Punteggio | Avversario Punteggio | Avversario Punteggio | Avversario Punteggio | Pos.            |
| ----------------------------- | ----------------- | ------------------------------- | --------------------------- | ---------------------------------- | ------ | -------------------- | -------------------- | -------------------- | -------------------- | --------------- |
| Kai Schäfer                   | Singolo maschile  | Wangcharoen P (13–21, 15–21)    | Penty P (18–21, 11–21)      | N.D.                               | 3ª     | Non qualificato      | Non qualificato      | Non qualificato      | Non qualificato      | Non qualificato |
| Yvonne Li                     | Singolo femminile | Okuhara P (17–21, 4–21)         | Kosetskaya P (20–22, 15–21) | N.D.                               | 3ª     | Non qualificata      | Non qualificata      | Non qualificata      | Non qualificata      | Non qualificata |
| Mark Lamsfuß Marvin Seidel    | Doppio maschile   | Kamura / Sonoda P (13–21, 8–21) | Li / Liu P (14–21, 13–21)   | P. Chew / R. Chew V (21–10, 21–16) | 3ª     | N.D.                 | Non qualificati      | Non qualificati      | Non qualificati      | Non qualificati |
| Mark Lamsfuß Isabel Herttrich | Doppio misto      | Wang / Huang P (22–24, 17–21)   | Chan / Goh V (21–12, 21–15) | Tang / Tse P (20–22, 22–20, 16–21) | 3ª     | N.D.                 | Non qualificati      | Non qualificati      | Non qualificati      | Non qualificati |

## Beach volley
| Atleta                        | Torneo    | Primo turno                                  | Primo turno                             | Primo turno                           | Primo turno | Ripescaggio          | Ottavi                                | Quarti                                       | Semifinali           | Finale               | Finale          |
| Atleta                        | Torneo    | Avversario Punteggio                         | Avversario Punteggio                    | Avversario Punteggio                  | Pos.        | Avversario Punteggio | Avversario Punteggio                  | Avversario Punteggio                         | Avversario Punteggio | Avversario Punteggio | Pos.            |
| ----------------------------- | --------- | -------------------------------------------- | --------------------------------------- | ------------------------------------- | ----------- | -------------------- | ------------------------------------- | -------------------------------------------- | -------------------- | -------------------- | --------------- |
| Julius Thole Clemens Wickler  | Maschile  | Lupo / Nicolai P (21–19, 19–21, 13–15)       | Kantor / Łosiak V (22–20, 21–16)        | Ishijima / Shiratori V (21–16, 21–11) | 2ª Q        | Bye                  | Gibb / Bourne V (17–21, 21–15, 15–11) | Krasil'nikov / Stoyanovskiy P (16–21, 19–21) | Non qualificati      | Non qualificati      | Non qualificati |
| Karla Borger Julia Sude       | Femminile | Heidrich / Vergé-Dépré P (8–21, 23–21, 6–15) | Humana-Paredes / Pavan P (17–21, 14–21) | Schoon / Stam P (20–22, 16–21)        | 4ª          | Non qualificate      | Non qualificate                       | Non qualificate                              | Non qualificate      | Non qualificate      | Non qualificate |
| Laura Ludwig Margareta Kozuch | Femminile | Betschart / Hüberli P (25–23, 20–22, 14–16)  | Ishii / Murakami V (21–17, 22–20)       | Hermannová / Sluková V (21–0, 21–0)   | 2ª Q        | Bye                  | Ágatha / Duda V (21–19, 19–21, 16–14) | Ross / Klineman P (19–21, 19–21)             | Non qualificate      | Non qualificate      | Non qualificate |

## Calcio
| Squadra            | Torneo   | Girone               | Girone               | Girone               | Girone | Quarti               | Semifinali           | Finale               | Pos. |
| Squadra            | Torneo   | Avversario Risultato | Avversario Risultato | Avversario Risultato | Pos.   | Avversario Risultato | Avversario Risultato | Avversario Risultato | Pos. |
| ------------------ | -------- | -------------------- | -------------------- | -------------------- | ------ | -------------------- | -------------------- | -------------------- | ---- |
| Nazionale maschile | Maschile | Brasile P 2–4        | Arabia Saudita V 3–2 | Costa d'Avorio N 1–1 | 3ª     | Non qualificata      | Non qualificata      | Non qualificata      | 9ª   |

## Canoa/kayak

### Slalom
| Atleta           | Evento       | Qualificazioni | Qualificazioni | Qualificazioni | Qualificazioni | Qualificazioni | Qualificazioni | Semifinali | Semifinali | Semifinali | Finale   | Finale | Finale    |
| Atleta           | Evento       | 1ª manche      | Pos.           | 2ª manche      | Pos.           | Migliore       | Posizione      | Penalità   | Tempo      | Posizione  | Penalità | Tempo  | Posizione |
| ---------------- | ------------ | -------------- | -------------- | -------------- | -------------- | -------------- | -------------- | ---------- | ---------- | ---------- | -------- | ------ | --------- |
| Sideris Tasiadis | C1 maschile  | 100"69         | 6º             | 101"23         | 3º             | 100"69         | 6º Q           | 2"         | 105"35     | 6º Q       | 0"       | 103"70 |           |
| Andrea Herzog    | C1 femminile | 113"69         | 5ª             | 106"34         | 2ª             | 106"34         | 2ª Q           | 2"         | 114"61     | 4ª Q       | 2"       | 111"13 |           |
| Hannes Aigner    | K1 maschile  | 96"51          | 11º            | 90"14          | 1º             | 90"14          | 1º Q           | 0"         | 97"97      | 7º Q       | 0"       | 97"11  |           |
| Ricarda Funk     | K1 femminile | 101"90         | 1ª             | 101"56         | 2ª             | 101"56         | 2ª Q           | 4"         | 107"96     | 3ª Q       | 0"       | 105"50 |           |

### Velocità
| Atleta                                                     | Evento             | Batteria | Batteria  | Quarti   | Quarti    | Semifinale      | Semifinale      | Finale / Finale B e C | Finale / Finale B e C |
| Atleta                                                     | Evento             | Tempo    | Posizione | Tempo    | Posizione | Tempo           | Posizione       | Tempo                 | Posizione             |
| ---------------------------------------------------------- | ------------------ | -------- | --------- | -------- | --------- | --------------- | --------------- | --------------------- | --------------------- |
| Sebastian Brendel                                          | C1 1000 m maschile | 4'02"351 | 3º q      | 4'07"036 | 1º Q      | 4'11"413        | 7º qB           | 4'03"723              | 10º                   |
| Conrad Scheibner                                           | C1 1000 m maschile | 4'04"920 | 2º Q      | Bye      | Bye       | 4'08"503        | 3º Q            | 4'13"725              | 6º                    |
| Lisa Jahn                                                  | C2 200 m femminile | 47"439   | 4ª q      | 47"049   | 2ª Q      | 49"136          | 7ª qB           | 48"798                | 13ª                   |
| Sophie Koch                                                | C2 200 m femminile | 48"601   | 5ª q      | 48"891   | 4ª        | Non qualificata | Non qualificata | Non qualificata       | Non qualificata       |
| Lisa Jahn Sophie Koch                                      | C2 500 m femminile | 2'01"184 | 2ª Q      | Bye      | Bye       | 2'04"749        | 3ª Q            | 1'59"943              | 4ª                    |
| Sebastian Brendel Tim Hecker                               | C2 1000 m maschile | 3'42"773 | 1ª Q      | Bye      | Bye       | 3'26"812        | 1ª Q            | 3'25"615              |                       |
| Jule Hake                                                  | K1 500 m femminile | 1'48"758 | 3ª Q      | Bye      | Bye       | 1'54"341        | 5ª qC           | 1'55"638              | 18ª                   |
| Sabrina Hering-Pradler                                     | K1 500 m femminile | 1'49"932 | 3ª Q      | Bye      | Bye       | 1'54"140        | 4ª qB           | 1'53"919              | 10ª                   |
| Jacob Schopf                                               | K1 1000 m maschile | 3'39"504 | 1ª Q      | Bye      | Bye       | 3'25"568        | 3ª Q            | 3'22"554              | 4ª                    |
| Sarah Brüßler Melanie Gebhardt                             | K2 500 m femminile | 1'48"058 | 3ª q      | 1'48"450 | 2ª Q      | 1'39"421        | 6ª qB           | 1'39"953              | 11ª                   |
| Tina Dietze Sabrina Hering-Pradler                         | K2 500 m femminile | 1'44"894 | 2ª Q      | Bye      | Bye       | 1'38"954        | 4ª Q            | 1'42"406              | 8ª                    |
| Max Hoff Jacob Schopf                                      | K2 1000 m maschile | 3'09"830 | 2ª Q      | Bye      | Bye       | 3'17"554        | 1ª Q            | 3'15"584              |                       |
| Max Lemke Tom Liebscher Ronald Rauhe Max Rendschmidt       | K4 500 m maschile  | 1'21"890 | 1ª Q      | Bye      | Bye       | 1'23"049        | 1ª Q            | 1'22"219              |                       |
| Caroline Arft Tina Dietze Jule Hake Sabrina Hering-Pradler | K4 500 m femminile | 1'34"681 | 2ª Q      | Bye      | Bye       | 1'36"737        | 3ª Q            | 1'37"243              | 5ª                    |

## Canottaggio
| Atleta | Evento                              | Batteria | Batteria  | Ripescaggio | Ripescaggio | Quarti  | Quarti    | Semifinale | Semifinale | Finale / Finale B | Finale / Finale B |
| Atleta | Evento                              | Tempo    | Posizione | Tempo       | Posizione   | Tempo   | Posizione | Tempo      | Posizione  | Tempo             | Posizione         |
| --- | ----------------------------------- | -------- | --------- | ----------- | ----------- | ------- | --------- | ---------- | ---------- | ----------------- | ----------------- |
| Oliver Zeidler | Singolo maschile                    | 7'00"40  | 1º Q      | Bye         | Bye         | 7'12"75 | 1º Q      | 6'45"16    | 4º qB      | 6'44"44           | 7º                |
| Stephan Krüger Marc Weber | Due di coppia maschile              | 6'35"11  | 4ª R      | 6'26"64     | 1ª Q        | N.D.    | N.D.      | 6'38"41    | 5ª qB      | 6'18"13           | 11ª               |
| Leonie Menzel Annekatrin Thiele | Due di coppia femminile             | 6'59"61  | 4ª R      | 7'14"92     | 2ª Q        | N.D.    | N.D.      | 7'20"44    | 6ª qB      | 7'01"21           | 11ª               |
| Jason-Toby Osborne Jonathan Rommelmann | Due di coppia pesi leggeri maschile | 6'21"71  | 1ª Q      | Bye         | Bye         | N.D.    | N.D.      | 6'07"33    | 1ª Q       | 6'07"29           |                   |
| Max Appel Hans Gruhne Tim Ole Naske Karl Schulze                                                                                              | Quattro di coppia maschile          | 5'49"11  | 5ª R      | 6'02"86     | 5ª qB       | N.D.    | N.D.      | N.D.       | N.D.       | 5'46"78           | 8ª                |
| Frieda Hämmerling Franziska Kampmann Carlotta Nwajide Daniela Schultze                                                                        | Quattro di coppia femminile         | 6'18"22  | 1ª Q      | Bye         | Bye         | N.D.    | N.D.      | N.D.       | N.D.       | 6'13"41           | 5ª                |
| Laurits Follert Malte Jakschik Torben Johannesen Hannes Ocik Olaf Roggensack Martin Sauer Richard Schmidt Jakob Schneider Johannes Weißenfeld | Otto maschile                       | 5'29"85  | 1ª Q      | Bye         | Bye         | N.D.    | N.D.      | N.D.       | N.D.       | 5'25"60           |                   |

## Ciclismo

### Ciclismo su strada
| Atleta                | Evento                   | Tempo    | Posizione |
| --------------------- | ------------------------ | -------- | --------- |
| Nikias Arndt          | Corsa in linea maschile  | 6h16'53" | 54º       |
| Maximilian Schachmann | Corsa in linea maschile  | 6h06'47" | 10º       |
| Emanuel Buchmann      | Corsa in linea maschile  | 6h11'46" | 29º       |
| Simon Geschke         | Corsa in linea maschile  | DNS      | DNS       |
| Lisa Brennauer        | Corsa in linea femminile | 3h54'31" | 6ª        |
| Hannah Ludwig         | Corsa in linea femminile | 4h01'08" | 41ª       |
| Liane Lippert         | Corsa in linea femminile | 3h55'17" | 23ª       |
| Trixi Worrack         | Corsa in linea femminile | DNF      | DNF       |
| Nikias Arndt          | Cronometro maschile      | 58'49"39 | 19º       |
| Maximilian Schachmann | Cronometro maschile      | 58'33"82 | 15º       |
| Lisa Brennauer        | Cronometro femminile     | 32'10"71 | 6ª        |
| Lisa Klein            | Cronometro femminile     | 33'01"97 | 13ª       |

### Ciclismo su pista
Velocità
| Atleta                                        | Evento                       | Qualificazione     | Qualificazione | Round 1            | R1       | Round 2            | R2       | Round 3          | R3              | Quarti               | Semifinale                         | Finale / FB               | Finale / FB     |
| Atleta                                        | Evento                       | Tempo Velocità     | Pos.           | Avversario Tempo   | Tempo    | Avversario Tempo   | Tempo    | Avversario Tempo | Tempo           | Avversario Risultato | Avversario Risultato               | Avversario Risultato      | Pos.            |
| --------------------------------------------- | ---------------------------- | ------------------ | -------------- | ------------------ | -------- | ------------------ | -------- | ---------------- | --------------- | -------------------- | ---------------------------------- | ------------------------- | --------------- |
| Stefan Bötticher                              | Velocità maschile            | 9"593 75,055 km/h  | 13º Q          | Wammes P +0"015    | V 10"030 | Hoogland P +0"111  | P +0"176 | Non qualificato  | Non qualificato | Non qualificato      | Non qualificato                    | Non qualificato           | Non qualificato |
| Maximilian Levy                               | Velocità maschile            | 9"646 74,642 km/h  | 19º Q          | Tjon En Fa V 9"922 | Bye      | Rajkowski V 10"247 | Bye      | Webster V 10"355 | Bye             | Carlin P 0–2         | Non qualificato                    | Finale 5º posto V 9"879   | 5º              |
| Lea Sophie Friedrich                          | Velocità femminile           | 10"310 69,385 km/h | 1ª Q           | Marozaitė V 11"226 | Bye      | Godby V 11"085     | Bye      | Vojnova V 10"117 | Bye             | Starikova P 1–2      | Non qualificata                    | Finale 5º posto V 10"817  | 5ª              |
| Emma Hinze                                    | Velocità femminile           | 10"381 69,357 km/h | 3ª Q           | du Preez V 10"923  | Bye      | Boa V 10"904       | Bye      | Zhong V 11"094   | Bye             | Braspennincx V 2–0   | Mitchell P 1–2                     | Lee P 0–2                 | 4ª              |
| Timo Bichler Stefan Bötticher Maximilian Levy | Velocità a squadre maschile  | 43"140 62,587 km/h | 7ª Q           | N.D.               | N.D.     | N.D.               | N.D.     | N.D.             | N.D.            | N.D.                 | Gran Bretagna P 42"733 63,183 km/h | ROC V REL                 | 5ª              |
| Lea Sophie Friedrich Emma Hinze               | Velocità a squadre femminile | 32"102 56,071 km/h | 1ª Q           | N.D.               | N.D.     | N.D.               | N.D.     | N.D.             | N.D.            | N.D.                 | Ucraina V 31"905 56,417 km/h       | Cina P 31"980 56,285 km/h |                 |

Inseguimento
| Atleta                                                             | Evento                           | Qualificazione | Qualificazione | Semifinale           | Semifinale | Finale                            | Finale    |
| Atleta                                                             | Evento                           | Tempo          | Posizione      | Avversario Risultato | Posizione  | Avversario Risultato              | Posizione |
| ------------------------------------------------------------------ | -------------------------------- | -------------- | -------------- | -------------------- | ---------- | --------------------------------- | --------- |
| Felix Groß Theo Reinhardt Leon Rohde Domenic Weinstein Roger Kluge | Inseguimento a squadre maschile  | 3'50"830       | 7ª             | Canada V 3'48"861    | 6ª         | Finale 5º posto Canada P 3'50"023 | 6ª        |
| Franziska Brauße Lisa Brennauer Lisa Klein Mieke Kröger            | Inseguimento a squadre femminile | 4'07"307       | 1ª             | Italia V 4'06"159    | 1ª         | Gran Bretagna V 4'04"242          |           |

Keirin
| Atleta               | Evento           | Round 1   | Ripescaggio | Round 2   | Semifinale      | Finale / FB     |
| Atleta               | Evento           | Posizione | Posizione   | Posizione | Posizione       | Posizione       |
| -------------------- | ---------------- | --------- | ----------- | --------- | --------------- | --------------- |
| Stefan Bötticher     | Keirin maschile  | 3º R      | 2º Q        | 5º        | Non qualificato | Non qualificato |
| Maximilian Levy      | Keirin maschile  | 2º Q      | Bye         | 4º Q      | 2º Q            | 6º              |
| Lea Sophie Friedrich | Keirin femminile | 1ª Q      | Bye         | 6ª        | Non qualificata | Non qualificata |
| Emma Hinze           | Keirin femminile | 5ª R      | 2ª Q        | 4ª Q      | 6ª qB           | 7ª              |

Omnium
| Atleta      | Evento          | Scratch   | Scratch | Corsa a tempo | Corsa a tempo | Corsa a eliminazione | Corsa a eliminazione | Corsa a punti | Corsa a punti | Totale | Totale    |
| Atleta      | Evento          | Posizione | Punti   | Posizione     | Punti         | Posizione            | Punti                | Posizione     | Punti         | Punti  | Posizione |
| ----------- | --------------- | --------- | ------- | ------------- | ------------- | -------------------- | -------------------- | ------------- | ------------- | ------ | --------- |
| Roger Kluge | Omnium maschile | 12º       | 18      | 11º           | 20            | 17º                  | 8                    | 3º            | 45            | 91     | 9º        |

Americana
| Atleta                      | Evento              | Punti  | Punti | Posizione |
| Atleta                      | Evento              | Sprint | Giri  | Posizione |
| --------------------------- | ------------------- | ------ | ----- | --------- |
| Roger Kluge Theo Reinhardt  | Americana maschile  | 14     | –20   | 9ª        |
| Franziska Brauße Lisa Klein | Americana femminile | 0      | –40   | 12ª       |

### Mountain bike
| Atleta            | Evento                  | Tempo    | Posizione |
| ----------------- | ----------------------- | -------- | --------- |
| Maximilian Brandl | Cross-country maschile  | 1h29'49" | 21º       |
| Manuel Fumic      | Cross-country maschile  | 1h32'28" | 28º       |
| Elisabeth Brandau | Cross-country femminile | LAP      | LAP       |
| Ronja Eibl        | Cross-country femminile | 1h23'59" | 19ª       |

### BMX
| Atleta        | Evento              | Classificazione | Classificazione | Classificazione | Classificazione | Finale  | Finale  | Finale   | Finale    |
| Atleta        | Evento              | Prova 1         | Prova 2         | Media           | Posizione       | Prova 1 | Prova 2 | Migliore | Posizione |
| ------------- | ------------------- | --------------- | --------------- | --------------- | --------------- | ------- | ------- | -------- | --------- |
| Lara Lessmann | Freestyle femminile | 66,00           | 73,40           | 69,70           | 6ª              | 79,60   | 78,00   | 79,60    | 6ª        |

## Equitazione

### Dressage
| Atleta                                                     | Cavallo    | Evento      | Grand Prix | Grand Prix | Grand Prix Special | Grand Prix Special | Grand Prix Freestyle | Grand Prix Freestyle | Grand Prix Freestyle | Grand Prix Freestyle |
| Atleta                                                     | Cavallo    | Evento      | Punteggio  | Classifica | Punteggio          | Classifica         | Tecnico              | Artistico            | Punteggio            | Classifica           |
| ---------------------------------------------------------- | ---------- | ----------- | ---------- | ---------- | ------------------ | ------------------ | -------------------- | -------------------- | -------------------- | -------------------- |
| Jessica von Bredow-Werndl                                  | Dalera     | Individuale | 84,379     | 1ª Q       | N.D.               | N.D.               | 85,893               | 97,571               | 91,732               |                      |
| Dorothee Schneider                                         | Showtime   | Individuale | 78,820     | 5ª Q       | N.D.               | N.D.               | 75,607               | 83,257               | 79,432               | 15ª                  |
| Isabell Werth                                              | Bella Rose | Individuale | 82,500     | 2ª Q       | N.D.               | N.D.               | 83,429               | 95,886               | 89,657               |                      |
| Jessica von Bredow-Werndl Dorothee Schneider Isabell Werth | Vedi sopra | Squadre     | 7911,5     | 1ª Q       | 8178,0             |                    | N.D.                 | N.D.                 | N.D.                 | N.D.                 |

### Concorso completo
| Atleta                                       | Cavallo             | Evento      | Dressage | Dressage | Cross-country | Cross-country | Cross-country | Salto ostacoli | Salto ostacoli | Salto ostacoli | Salto ostacoli  | Salto ostacoli  | Salto ostacoli  | Totale          | Totale          |
| Atleta                                       | Cavallo             | Evento      | Dressage | Dressage | Cross-country | Cross-country | Cross-country | Qualificazione | Qualificazione | Qualificazione | Finale          | Finale          | Finale          | Totale          | Totale          |
| Atleta                                       | Cavallo             | Evento      | Penalità | Pos.     | Penalità      | Totale        | Pos.          | Penalità       | Totale         | Pos.           | Penalità        | Totale          | Pos.            | Penalità        | Pos.            |
| -------------------------------------------- | ------------------- | ----------- | -------- | -------- | ------------- | ------------- | ------------- | -------------- | -------------- | -------------- | --------------- | --------------- | --------------- | --------------- | --------------- |
| Sandra Auffarth                              | Viamant du Matz     | Individuale | 34,10    | 37ª      | 22,40         | 56,50         | 32ª           | 0,00           | 56,50          | 30ª            | Non qualificata | Non qualificata | Non qualificata | Non qualificata | Non qualificata |
| Michael Jung                                 | Chipmunk            | Individuale | 21,10    | 1º       | 11,00         | 32,10         | 10º           | 0,00           | 32,10          | 7º Q           | 4,00            | 36,10           | 8º              | 36,10           | 8º              |
| Julia Krajewski                              | Amande de B'Neville | Individuale | 25,20    | 4ª       | 0,40          | 25,60         | 2ª            | 0,00           | 25,60          | 1ª Q           | 0,40            | 26,00           | 1ª              | 26,00           |                 |
| Sandra Auffarth Michael Jung Julia Krajewski | Vedi sopra          | Squadre     | 80,40    | 2ª       | 33,80         | 114,20        | 6ª            | 0,00           | 114,20         | 4ª             | N.D.            | N.D.            | N.D.            | 114,20          | 4ª              |

### Salto ostacoli
| Atleta                                      | Cavallo      | Evento      | Qualificazione | Qualificazione | Finale          | Finale          | Jump-off        | Jump-off        |
| Atleta                                      | Cavallo      | Evento      | Penalità       | Pos.           | Penalità        | Pos.            | Penalità        | Pos.            |
| ------------------------------------------- | ------------ | ----------- | -------------- | -------------- | --------------- | --------------- | --------------- | --------------- |
| Daniel Deusser                              | Killer Queen | Individuale | 0,00           | 1º Q           | 8,00            | 18º             | Non qualificato | Non qualificato |
| Christian Kukuk                             | Mumbai       | Individuale | 4,00           | 31º            | Non qualificato | Non qualificato | Non qualificato | Non qualificato |
| André Thieme                                | Chakaria     | Individuale | 4,00           | 31º            | Non qualificato | Non qualificato | Non qualificato | Non qualificato |
| Daniel Deusser Christian Kukuk André Thieme | Vedi sopra   | Squadre     | 4,00           | 2ª Q           | DNF             | DNF             | Non qualificata | Non qualificata |

## Ginnastica

### Ginnastica artistica

#### Uomini
| Atleta         | Evento               | Qualificazione                               | Qualificazione                               | Qualificazione                               | Qualificazione                               | Qualificazione                               | Qualificazione                               | Qualificazione                               | Qualificazione                               | Finale   | Finale   | Finale   | Finale   | Finale   | Finale   | Finale  | Finale |
| Atleta         | Evento               | Attrezzo                                     | Attrezzo                                     | Attrezzo                                     | Attrezzo                                     | Attrezzo                                     | Attrezzo                                     | Totale                                       | Pos.                                         | Attrezzo | Attrezzo | Attrezzo | Attrezzo | Attrezzo | Attrezzo | Totale  | Pos.   |
| Atleta         | Evento               | CL                                           | C                                            | A                                            | V                                            | P                                            | S                                            | Totale                                       | Pos.                                         | CL       | C        | A        | V        | P        | S        | Totale  | Pos.   |
| -------------- | -------------------- | -------------------------------------------- | -------------------------------------------- | -------------------------------------------- | -------------------------------------------- | -------------------------------------------- | -------------------------------------------- | -------------------------------------------- | -------------------------------------------- | -------- | -------- | -------- | -------- | -------- | -------- | ------- | ------ |
| Lukas Dauser   | Concorso a squadre   | 13.766                                       | 13.666                                       | 13.533                                       | 13.600                                       | 15.733 Q                                     | 13.433                                       | 83.731                                       | 20º Q                                        | 11.500   | 12.100   | N.D.     | 13.700   | 15.466   | 13.600   | N.D.    | N.D.   |
| Nils Dunkel    | Concorso a squadre   | 12.933                                       | 14.133                                       | 13.600                                       | 13.533                                       | 14.433                                       | 13.000                                       | 81.632                                       | 32º                                          | N.D.     | 13.700   | 13.600   | N.D.     | 12.733   | 13.033   | N.D.    | N.D.   |
| Philipp Herder | Concorso a squadre   | 13.733                                       | 13.233                                       | 13.333                                       | 14.533                                       | 14.500                                       | 13.100                                       | 82.432                                       | 27º Q                                        | 11.866   | N.D.     | 13.200   | 14.333   | 14.566   | N.D.     | N.D.    | N.D.   |
| Andreas Toba   | Concorso a squadre   | 12.833                                       | 13.700                                       | 13.733                                       | 14.000                                       | 14.100                                       | 13.800                                       | 82.166                                       | 30º                                          | 11.466   | 13.400   | 13.533   | 14.333   | N.D.     | 12.366   | N.D.    | N.D.   |
| Totale squadra | Concorso a squadre   | 40.432                                       | 41.499                                       | 40.866                                       | 42.133                                       | 44.666                                       | 40.333                                       | 249.929                                      | 6ª Q                                         | 34.832   | 39.200   | 40.333   | 42.366   | 42.765   | 38.999   | 238.495 | 8ª     |
| Lukas Dauser   | Concorso individuale | Vedi sopra qualificazioni concorso a squadre | Vedi sopra qualificazioni concorso a squadre | Vedi sopra qualificazioni concorso a squadre | Vedi sopra qualificazioni concorso a squadre | Vedi sopra qualificazioni concorso a squadre | Vedi sopra qualificazioni concorso a squadre | Vedi sopra qualificazioni concorso a squadre | Vedi sopra qualificazioni concorso a squadre | 13.533   | 13.566   | 13.325   | 13.433   | 15.400   | 12.033   | 81.290  | 18º    |
| Philipp Herder | Concorso individuale | Vedi sopra qualificazioni concorso a squadre | Vedi sopra qualificazioni concorso a squadre | Vedi sopra qualificazioni concorso a squadre | Vedi sopra qualificazioni concorso a squadre | Vedi sopra qualificazioni concorso a squadre | Vedi sopra qualificazioni concorso a squadre | Vedi sopra qualificazioni concorso a squadre | Vedi sopra qualificazioni concorso a squadre | 13.133   | 12.100   | 12.833   | 13.666   | 14.000   | 12.833   | 78.565  | 23º    |
| Lukas Dauser   | Parallele            | N.D.                                         | N.D.                                         | N.D.                                         | N.D.                                         | 15.733                                       | N.D.                                         | N.D.                                         | 2º Q                                         | N.D.     | N.D.     | N.D.     | N.D.     | 15.700   | N.D.     | N.D.    |        |

#### Donne
| Atleta          | Evento                 | Qualificazione                               | Qualificazione                               | Qualificazione                               | Qualificazione                               | Qualificazione                               | Qualificazione                               | Finale          | Finale          | Finale          | Finale          | Finale          | Finale          |
| Atleta          | Evento                 | Attrezzo                                     | Attrezzo                                     | Attrezzo                                     | Attrezzo                                     | Totale                                       | Pos.                                         | Attrezzo        | Attrezzo        | Attrezzo        | Attrezzo        | Totale          | Pos.            |
| Atleta          | Evento                 | CL                                           | V                                            | T                                            | P                                            | Totale                                       | Pos.                                         | CL              | V               | T               | P               | Totale          | Pos.            |
| --------------- | ---------------------- | -------------------------------------------- | -------------------------------------------- | -------------------------------------------- | -------------------------------------------- | -------------------------------------------- | -------------------------------------------- | --------------- | --------------- | --------------- | --------------- | --------------- | --------------- |
| Kim Bui         | Concorso a squadre     | 13.200                                       | 13.466                                       | 12.666                                       | 14.066                                       | 53.398                                       | 31ª Q                                        | Non qualificata | Non qualificata | Non qualificata | Non qualificata | Non qualificata | Non qualificata |
| Pauline Schäfer | Concorso a squadre     | 12.733                                       | 13.933                                       | 12.966                                       | 11.933                                       | 51.565                                       | 50ª                                          | Non qualificata | Non qualificata | Non qualificata | Non qualificata | Non qualificata | Non qualificata |
| Elisabeth Seitz | Concorso a squadre     | 12.933                                       | 14.266                                       | 12.333                                       | 14.700 Q                                     | 54.332                                       | 19ª Q                                        | Non qualificata | Non qualificata | Non qualificata | Non qualificata | Non qualificata | Non qualificata |
| Sarah Voss      | Concorso a squadre     | 12.600                                       | 13.500                                       | 12.266                                       | 13.866                                       | 52.232                                       | 45ª                                          | Non qualificata | Non qualificata | Non qualificata | Non qualificata | Non qualificata | Non qualificata |
| Totale squadra  | Concorso a squadre     | 38.866                                       | 41.699                                       | 37.965                                       | 42.632                                       | 161.162                                      | 9ª                                           | Non qualificata | Non qualificata | Non qualificata | Non qualificata | Non qualificata | Non qualificata |
| Kim Bui         | Concorso individuale   | Vedi sopra qualificazioni concorso a squadre | Vedi sopra qualificazioni concorso a squadre | Vedi sopra qualificazioni concorso a squadre | Vedi sopra qualificazioni concorso a squadre | Vedi sopra qualificazioni concorso a squadre | Vedi sopra qualificazioni concorso a squadre | 13.166          | 13.466          | 12.600          | 13.766          | 52.998          | 17ª             |
| Elisabeth Seitz | Concorso individuale   | Vedi sopra qualificazioni concorso a squadre | Vedi sopra qualificazioni concorso a squadre | Vedi sopra qualificazioni concorso a squadre | Vedi sopra qualificazioni concorso a squadre | Vedi sopra qualificazioni concorso a squadre | Vedi sopra qualificazioni concorso a squadre | 12.433          | 14.200          | 12.933          | 14.500          | 54.066          | 9ª              |
| Elisabeth Seitz | Parallele asimmetriche | N.D.                                         | N.D.                                         | N.D.                                         | 14.700                                       | N.D.                                         | 7ª Q                                         | N.D.            | N.D.            | N.D.            | 14.400          | N.D.            | 5ª              |

## Golf
| Atleta             | Torneo    | Round 1   | Round 2   | Round 3   | Round 4   | Totale    | Totale | Totale    |
| Atleta             | Torneo    | Punteggio | Punteggio | Punteggio | Punteggio | Punteggio | Par    | Posizione |
| ------------------ | --------- | --------- | --------- | --------- | --------- | --------- | ------ | --------- |
| Maximilian Kieffer | Maschile  | 73        | 69        | 67        | 71        | 280       | −4     | 45º       |
| Hurly Long         | Maschile  | 70        | 70        | 70        | 67        | 227       | −7     | 35º       |
| Caroline Masson    | Femminile | 71        | 70        | 68        | 75        | 284       | E      | 40ª       |
| Sophia Popov       | Femminile | 71        | 72        | 70        | 71        | 284       | E      | 40ª       |

## Hockey su prato
| Squadra             | Torneo    | Girone               | Girone               | Girone               | Girone               | Girone               | Girone | Quarti               | Semifinali           | Finale / FB          | Pos.            |
| Squadra             | Torneo    | Avversario Punteggio | Avversario Punteggio | Avversario Punteggio | Avversario Punteggio | Avversario Punteggio | Pos.   | Avversario Punteggio | Avversario Punteggio | Avversario Punteggio | Pos.            |
| ------------------- | --------- | -------------------- | -------------------- | -------------------- | -------------------- | -------------------- | ------ | -------------------- | -------------------- | -------------------- | --------------- |
| Nazionale maschile  | Maschile  | Canada V 7–1         | Belgio P 1–3         | Gran Bretagna V 4–1  | Sudafrica P 3–4      | Paesi Bassi V 3–1    | 2ª Q   | Argentina V 3–1      | Australia P 1–3      | India P 4–5          | 4ª              |
| Nazionale femminile | Femminile | Gran Bretagna V 2–1  | India V 2–0          | Irlanda V 4–2        | Sudafrica V 4–1      | Paesi Bassi P 1–3    | 2ª Q   | Argentina P 0–3      | Non qualificata      | Non qualificata      | Non qualificata |

## Judo

### Uomini
| Atleta            | Evento  | Preliminari          | 16-esimi             | Ottavi               | Quarti               | Semifinali           | Ripescaggio          | Finale               | Pos.            |
| Atleta            | Evento  | Avversario Punteggio | Avversario Punteggio | Avversario Punteggio | Avversario Punteggio | Avversario Punteggio | Avversario Punteggio | Avversario Punteggio | Pos.            |
| ----------------- | ------- | -------------------- | -------------------- | -------------------- | -------------------- | -------------------- | -------------------- | -------------------- | --------------- |
| Moritz Plafky     | 60 kg   | N.D.                 | Verstraeten P 00–01  | Non qualificato      | Non qualificato      | Non qualificato      | Non qualificato      | Non qualificato      | Non qualificato |
| Sebastian Seidl   | 66 kg   | N.D.                 | Shamilov P 00–10     | Non qualificato      | Non qualificato      | Non qualificato      | Non qualificato      | Non qualificato      | Non qualificato |
| Igor Wandtke      | 73 kg   | Bye                  | Turaev P 00–10       | Non qualificato      | Non qualificato      | Non qualificato      | Non qualificato      | Non qualificato      | Non qualificato |
| Dominic Ressel    | 81 kg   | Bye                  | Abu Rmilah V 10–00   | de Wit V 01–00       | Nagase P 00–01       | Non qualificato      | Chubecov V 10–00     | Borchashvili P 00–10 | 5º              |
| Eduard Trippel    | 90 kg   | Bye                  | Majdov V 01–00       | Gwak V 10–00         | Tóth V 01–00         | Žgank V 01–00        | Bye                  | Bekauri P 00–01      |                 |
| Karl-Richard Frey | 100 kg  | N.D.                 | Sviryd V 10–00       | Korrel V 01–00       | Cho P 00–01          | Non qualificato      | Il'jasov P 00–01     | Non qualificato      | Non qualificato |
| Johannes Frey     | +100 kg | N.D.                 | Mahjoub P 00–01      | Non qualificato      | Non qualificato      | Non qualificato      | Non qualificato      | Non qualificato      | Non qualificato |

### Donne
| Atleta               | Evento | 16-esimi             | Ottavi                 | Quarti               | Semifinali           | Ripescaggio          | Finale / FB          | Pos.            |
| Atleta               | Evento | Avversario Punteggio | Avversario Punteggio   | Avversario Punteggio | Avversario Punteggio | Avversario Punteggio | Avversario Punteggio | Pos.            |
| -------------------- | ------ | -------------------- | ---------------------- | -------------------- | -------------------- | -------------------- | -------------------- | --------------- |
| Katharina Menz       | 48 kg  | Vargas P 00–01       | Non qualificata        | Non qualificata      | Non qualificata      | Non qualificata      | Non qualificata      | Non qualificata |
| Theresa Stoll        | 57 kg  | Bye                  | Lip'art'eliani P 00–10 | Non qualificata      | Non qualificata      | Non qualificata      | Non qualificata      | Non qualificata |
| Martyna Trajdos      | 63 kg  | Özbas P 00–01        | Non qualificata        | Non qualificata      | Non qualificata      | Non qualificata      | Non qualificata      | Non qualificata |
| Giovanna Scoccimarro | 70 kg  | Rodríguez V 01–00    | Coughlan V 10–00       | Arai P 00–10         | Non qualificata      | Teltsidou V 10–00    | van Dijke P 00–10    | 5ª              |
| Anna-Maria Wagner    | 78 kg  | Bye                  | Sampaio V 10–00        | Aguiar V 01–00       | Hamada P 00–10       | Bye                  | Antomarchi V 01–00   |                 |
| Jasmin Grabowski     | +78 kg | Xu P 00–10           | Non qualificata        | Non qualificata      | Non qualificata      | Non qualificata      | Non qualificata      | Non qualificata |

### Misto
| Atleta | Evento        | Ottavi                          | Quarti               | Semifinali           | Ripescaggio          | Finale               | Pos. |
| Atleta | Evento        | Avversario Punteggio            | Avversario Punteggio | Avversario Punteggio | Avversario Punteggio | Avversario Punteggio | Pos. |
| --- | ------------- | ------------------------------- | -------------------- | -------------------- | -------------------- | -------------------- | ---- |
| Sebastian Seidl Igor Wandtke Dominic Ressel Eduard Trippel Karl-Richard Frey Johannes Frey Theresa Stoll Martyna Trajdos Giovanna Scoccimarro Anna-Maria Wagner Jasmin Grabowski | Squadre miste | Atleti Olimpici Rifugiati V 4–0 | Giappone P 2–4       | Non qualificata      | Mongolia V 4–2       | Paesi Bassi V 4–2    |      |

## Karate
Kumite
| Atleta         | Evento          | Girone               | Girone               | Girone               | Girone               | Girone | Semifinali           | Finale               | Pos.            |
| Atleta         | Evento          | Avversario Punteggio | Avversario Punteggio | Avversario Punteggio | Avversario Punteggio | Pos.   | Avversario Punteggio | Avversario Punteggio | Pos.            |
| -------------- | --------------- | -------------------- | -------------------- | -------------------- | -------------------- | ------ | -------------------- | -------------------- | --------------- |
| Noah Bitsch    | 75 kg maschile  | Ağayev P 1–2         | Azhikanov N 3–3      | Busà N 2–2           | Yahiro V 5–3         | 3º     | Non qualificato      | Non qualificato      | Non qualificato |
| Jonathan Horne | +75 kg maschile | Yuldashev N 4–4      | Arkania P 4–3        | Araga P DNS          | Aktaş P DNS          | R-I    | Non qualificato      | Non qualificato      | Non qualificato |

Kata
| Atleta         | Evento         | Round eliminatorio | Round eliminatorio | Ranking round   | Ranking round   | Finale               | Pos.            |
| Atleta         | Evento         | Punteggio          | Posizione          | Punteggio       | Posizione       | Avversario Punteggio | Pos.            |
| -------------- | -------------- | ------------------ | ------------------ | --------------- | --------------- | -------------------- | --------------- |
| Ilja Smorguner | Kata maschile  | 24,56              | 4º                 | Non qualificato | Non qualificato | Non qualificato      | Non qualificato |
| Jasmin Jüttner | Kata femminile | 24,29              | 4ª                 | Non qualificata | Non qualificata | Non qualificata      | Non qualificata |

## Lotta

### Libera
| Atleta             | Evento          | Ottavi               | Quarti               | Semifinali           | Ripescaggio          | Finale               | Pos.            |
| Atleta             | Evento          | Avversario Risultato | Avversario Risultato | Avversario Risultato | Avversario Risultato | Avversario Risultato | Pos.            |
| ------------------ | --------------- | -------------------- | -------------------- | -------------------- | -------------------- | -------------------- | --------------- |
| Gennadij Cudinovic | 125 kg maschile | Batirmurzaev V 5–0   | Mönkhtöriin P 1–3    | Non qualificato      | Non qualificato      | Non qualificato      | Non qualificato |
| Anna Schell        | 68 kg femminile | Mostafa V 3–0        | Čerkasova P 0–5      | Non qualificata      | Non qualificata      | Non qualificata      | Non qualificata |
| Aline Focken       | 76 kg femminile | Marzaliuk V 3–1      | Zhou V 3–1           | Minagawa V 3–1       | Bye                  | Gray V 3–1           |                 |

### Greco-romana
| Atleta            | Evento          | Ottavi               | Quarti               | Semifinali           | Ripescaggio          | Finale / FB          | Pos.            |
| Atleta            | Evento          | Avversario Risultato | Avversario Risultato | Avversario Risultato | Avversario Risultato | Avversario Risultato | Pos.            |
| ----------------- | --------------- | -------------------- | -------------------- | -------------------- | -------------------- | -------------------- | --------------- |
| Etienne Kinsinger | 60 kg maschile  | Sailike P 1–3        | Non qualificato      | Non qualificato      | Non qualificato      | Non qualificato      | Non qualificato |
| Frank Stäbler     | 67 kg maschile  | Nemeš V 3–1          | Geraei P 1–3         | Non qualificato      | Horta V 4–0          | Zoidze V 3–1         |                 |
| Denis Kudla       | 87 kg maschile  | Tursynov V 3–1       | Lőrincz P 1–3        | Non qualificato      | Azisbekov V 4–1      | Metwally V 5–0       |                 |
| Eduard Popp       | 130 kg maschile | Soghomonyan V 3–0    | Kayaalp P 1–3        | Non qualificato      | Non qualificato      | Non qualificato      | Non qualificato |

## Nuoto

### Uomini
| Atleta                                                                | Evento               | Batterie | Batterie  | Semifinali      | Semifinali      | Finale          | Finale          |
| Atleta                                                                | Evento               | Tempo    | Posizione | Tempo           | Posizione       | Tempo           | Posizione       |
| --------------------------------------------------------------------- | -------------------- | -------- | --------- | --------------- | --------------- | --------------- | --------------- |
| Damian Wierling                                                       | 100 m stile libero   | 48"83    | 26º       | Non qualificato | Non qualificato | Non qualificato | Non qualificato |
| Jacob Heidtmann                                                       | 200 m stile libero   | 1'46"73  | 19º       | Non qualificato | Non qualificato | Non qualificato | Non qualificato |
| Lukas Märtens                                                         | 200 m stile libero   | 1'46"69  | 17º       | Non qualificato | Non qualificato | Non qualificato | Non qualificato |
| Lukas Märtens                                                         | 400 m stile libero   | 3'46"30  | 12º       | N.D.            | N.D.            | Non qualificato | Non qualificato |
| Henning Mühlleitner                                                   | 400 m stile libero   | 3'43"67  | 1º        | N.D.            | N.D.            | 3'44"07         | 4º              |
| Florian Wellbrock                                                     | 800 m stile libero   | 7'41"77  | 2º Q      | N.D.            | N.D.            | 7'42"68         | 4º              |
| Lukas Märtens                                                         | 1500 m stile libero  | 14'59"45 | 11º       | N.D.            | N.D.            | Non qualificato | Non qualificato |
| Florian Wellbrock                                                     | 1500 m stile libero  | 14'48"53 | 3º        | N.D.            | N.D.            | 14'40"91        |                 |
| Ole Braunschweig                                                      | 100 m dorso          | 54"14    | 25º       | Non qualificato | Non qualificato | Non qualificato | Non qualificato |
| Marek Ulrich                                                          | 100 m dorso          | 53"74    | 14º Q     | 53"54           | 13º             | Non qualificato | Non qualificato |
| Christian Diener                                                      | 200 m dorso          | 1'58"27  | 19º       | Non qualificato | Non qualificato | Non qualificato | Non qualificato |
| Lucas Matzerath                                                       | 100 m rana           | 59"40    | 11º Q     | 59"31           | 9º              | Non qualificato | Non qualificato |
| Fabian Schwingenschlögl                                               | 100 m rana           | 59"49    | 14º Q     | 59"32           | 10º             | Non qualificato | Non qualificato |
| Marco Koch                                                            | 200 m rana           | 2'10"18  | 20º       | Non qualificato | Non qualificato | Non qualificato | Non qualificato |
| Marius Kusch                                                          | 100 m farfalla       | 52"05    | 23º       | Non qualificato | Non qualificato | Non qualificato | Non qualificato |
| David Thomasberger                                                    | 200 m farfalla       | 1'56"04  | 17º       | Non qualificato | Non qualificato | Non qualificato | Non qualificato |
| Jacob Heidtmann                                                       | 200 m misti          | 1'58"80  | 23º       | Non qualificato | Non qualificato | Non qualificato | Non qualificato |
| Philip Heintz                                                         | 200 m misti          | 1'57"72  | 13º Q     | 1'58"13         | 13º             | Non qualificato | Non qualificato |
| Jacob Heidtmann                                                       | 400 m misti          | 4'12"09  | 12º       | N.D.            | N.D.            | Non qualificato | Non qualificato |
| Christoph Fildebrandt Eric Friese Marius Kusch Damian Wierling        | 4×100 m stile libero | 3'15"34  | 16ª       | N.D.            | N.D.            | Non qualificata | Non qualificata |
| Jacob Heidtmann Lukas Märtens Henning Mühlleitner Poul Zellmann       | 4×200 m stile libero | 7'06"76  | 7ª Q      | N.D.            | N.D.            | 7'06"51         | 7ª              |
| Ole Braunschweig Marius Kusch Fabian Schwingenschlögl Damian Wierling | 4×100 m misti        | 3'34"08  | 11ª       | N.D.            | N.D.            | Non qualificata | Non qualificata |
| Rob Muffels                                                           | Maratona 10 km       | N.D.     | N.D.      | N.D.            | N.D.            | 1h53'03"3       | 11º             |
| Florian Wellbrock                                                     | Maratona 10 km       | N.D.     | N.D.      | N.D.            | N.D.            | 1h48'33"7       |                 |

### Donne
| Atleta                                                     | Evento               | Batterie | Batterie  | Semifinali      | Semifinali      | Finale          | Finale          |
| Atleta                                                     | Evento               | Tempo    | Posizione | Tempo           | Posizione       | Tempo           | Posizione       |
| ---------------------------------------------------------- | -------------------- | -------- | --------- | --------------- | --------------- | --------------- | --------------- |
| Annika Bruhn                                               | 200 m stile libero   | 1'57"15  | 13ª Q     | 1'57"62         | 14ª             | Non qualificata | Non qualificata |
| Isabel Marie Gose                                          | 200 m stile libero   | 1'56"80  | 9ª Q      | 1'57"07         | 11ª             | Non qualificata | Non qualificata |
| Isabel Marie Gose                                          | 400 m stile libero   | 4'03"21  | 6ª Q      | N.D.            | N.D.            | 4'04"98         | 6ª              |
| Leonie Kullmann                                            | 400 m stile libero   | 4'10"25  | 18ª       | N.D.            | N.D.            | Non qualificata | Non qualificata |
| Isabel Marie Gose                                          | 800 m stile libero   | 8'21"79  | 9ª        | N.D.            | N.D.            | Non qualificata | Non qualificata |
| Sarah Köhler                                               | 800 m stile libero   | 8'17"33  | 4ª Q      | N.D.            | N.D.            | 8'24"56         | 7ª              |
| Sarah Köhler                                               | 1500 m stile libero  | 15'52"67 | 6ª Q      | N.D.            | N.D.            | 15'42"91        |                 |
| Celine Rieder                                              | 1500 m stile libero  | 16'32"57 | 27ª       | N.D.            | N.D.            | Non qualificata | Non qualificata |
| Laura Riedemann                                            | 100 m dorso          | 1'00"81  | 24ª       | Non qualificata | Non qualificata | Non qualificata | Non qualificata |
| Anna Elendt                                                | 100 m rana           | 1'06"96  | 16ª Q     | 1'07"31         | 13ª             | Non qualificata | Non qualificata |
| Franziska Hentke                                           | 200 m farfalla       | 2'09"98  | 11ª Q     | 2'10"89         | 13ª             | Non qualificata | Non qualificata |
| Annika Bruhn Lisa Höpink Hannah Küchler Marie Pietruschka  | 4×100 m stile libero | 3'39"33  | 13ª       | N.D.            | N.D.            | Non qualificata | Non qualificata |
| Annika Bruhn Isabel Gose Leonie Kullmann Marie Pietruschka | 4×200 m stile libero | 7'52"06  | 6ª Q      | N.D.            | N.D.            | 7'53"89         | 6ª              |
| Annika Bruhn Anna Elendt Lisa Höpink Laura Riedemann       | 4×100 m misti        | 4'00"16  | 11ª       | N.D.            | N.D.            | Non qualificata | Non qualificata |
| Leonie Beck                                                | Maratona 10 km       | N.D.     | N.D.      | N.D.            | N.D.            | 1h59'35"1       | 5ª              |
| Finnia Wunram                                              | Maratona 10 km       | N.D.     | N.D.      | N.D.            | N.D.            | 2h01'01"9       | 10ª             |

### Misto
| Atleta                                                        | Evento        | Batterie | Batterie  | Finale          | Finale          |
| Atleta                                                        | Evento        | Tempo    | Posizione | Tempo           | Posizione       |
| ------------------------------------------------------------- | ------------- | -------- | --------- | --------------- | --------------- |
| Marek Ulrich Fabian Schwingenschlögl Lisa Hopink Annika Bruhn | 4×100 m misti | 3'44"19  | 10ª       | Non qualificata | Non qualificata |

## Pallacanestro
| Girone               | Girone               | Girone               | Girone | Quarti               | Semifinali           | Finale               | Pos. |
| Avversario Punteggio | Avversario Punteggio | Avversario Punteggio | Pos.   | Avversario Punteggio | Avversario Punteggio | Avversario Punteggio | Pos. |
| -------------------- | -------------------- | -------------------- | ------ | -------------------- | -------------------- | -------------------- | ---- |
| Italia P 82–92       | Nigeria V 99–92      | Australia P 76–89    | 3ª     | Slovenia P 70–94     | Non qualificata      | Non qualificata      | 8ª   |

## Pallamano
| Squadra            | Torneo   | Girone               | Girone               | Girone               | Girone               | Girone               | Girone | Quarti               | Semifinali           | Finale               | Pos. |
| Squadra            | Torneo   | Avversario Punteggio | Avversario Punteggio | Avversario Punteggio | Avversario Punteggio | Avversario Punteggio | Pos.   | Avversario Punteggio | Avversario Punteggio | Avversario Punteggio | Pos. |
| ------------------ | -------- | -------------------- | -------------------- | -------------------- | -------------------- | -------------------- | ------ | -------------------- | -------------------- | -------------------- | ---- |
| Nazionale maschile | Maschile | Spagna P 27–28       | Argentina V 33–25    | Francia P 29–30      | Norvegia V 28–23     | Brasile V 29-25      | 3ª     | Egitto P 26–31       | Non qualificata      | Non qualificata      | 6ª   |

## Pentathlon moderno
| Atleta           | Evento         | Scherma   | Scherma | Scherma | Nuoto   | Nuoto | Nuoto | Equitazione | Equitazione | Equitazione | Combinato (corsa e pistola) | Combinato (corsa e pistola) | Combinato (corsa e pistola) | Totale | Posizione finale |
| Atleta           | Evento         | Risultati | Pos.    | Punti   | Tempo   | Pos.  | Punti | Penalità    | Pos.        | Punti       | Tempo                       | Pos.                        | Punti                       | Totale | Posizione finale |
| ---------------- | -------------- | --------- | ------- | ------- | ------- | ----- | ----- | ----------- | ----------- | ----------- | --------------------------- | --------------------------- | --------------------------- | ------ | ---------------- |
| Patrick Dogue    | Gara maschile  | 11+1      | 31º     | 167     | 2'04"27 | 24º   | 302   | 0,00        | 2º          | 300         | 11'00"99                    | 6º                          | 640                         | 1409   | 20º              |
| Fabian Liebig    | Gara maschile  | 16+0      | 25º     | 196     | 2'03"02 | 19º   | 304   | 21,00       | 23º         | 279         | 11'08"69                    | 12º                         | 632                         | 1411   | 19º              |
| Rebecca Langrehg | Gara femminile | 20+1      | 9ª      | 221     | 2'03"02 | 28ª   | 276   | 80,00       | 30ª         | 220         | 12'49"26                    | 20ª                         | 531                         | 1248   | 28ª              |
| Annika Schleu    | Gara femminile | 29+0      | 1ª      | 274     | 2'16"99 | 24ª   | 277   | EL          | EL          | 0           | 12'43"20                    | 18ª                         | 537                         | 1088   | 31ª              |

## Pugilato
| Atleta            | Evento                | 16-esimi             | Ottavi               | Quarti                | Semifinali           | Finale               | Pos.            |
| Atleta            | Evento                | Avversario Punteggio | Avversario Punteggio | Avversario Punteggio  | Avversario Punteggio | Avversario Punteggio | Pos.            |
| ----------------- | --------------------- | -------------------- | -------------------- | --------------------- | -------------------- | -------------------- | --------------- |
| Hamsat Shadalov   | Pesi piuma maschile   | Cuello P 2–3         | Non qualificato      | Non qualificato       | Non qualificato      | Non qualificato      | Non qualificato |
| Ammar Abduljabbar | Pesi massimi maschile | Bye                  | Lucar V 5–0          | Gadzhimagomedov P 0–5 | Non qualificato      | Non qualificato      | Non qualificato |
| Nadine Apetz      | Pesi welter femminile | Bye                  | Borgohain P 2–3      | Non qualificata       | Non qualificata      | Non qualificata      | Non qualificata |

## Scherma
| Atleta                                                   | Evento                         | 32-esimi             | 16-esimi             | Ottavi               | Quarti               | Semifinali                               | Finale / FB                 | Pos.            |                 |
| Atleta                                                   | Evento                         | Avversario Punteggio | Avversario Punteggio | Avversario Punteggio | Avversario Punteggio | Avversario Punteggio                     | Avversario Punteggio        | Pos.            |                 |
| -------------------------------------------------------- | ------------------------------ | -------------------- | -------------------- | -------------------- | -------------------- | ---------------------------------------- | --------------------------- | --------------- | --------------- |
| Peter Joppich                                            | Fioretto individuale maschile  | Cai V 15–12          | Massialas V 15–12    | Choupenitch P 13–15  | Non qualificato      | Non qualificato                          | Non qualificato             | Non qualificato |                 |
| Benjamin Kleibrink                                       | Fioretto individuale maschile  | Bye                  | Abouelkassem P 11–15 | Non qualificato      | Non qualificato      | Non qualificato                          | Non qualificato             | Non qualificato |                 |
| André Sanita                                             | Fioretto individuale maschile  | Cheung V 15–14       | Foconi P 8–15        | Non qualificato      | Non qualificato      | Non qualificato                          | Non qualificato             | Non qualificato |                 |
| Leonie Ebert                                             | Fioretto individuale femminile | Bye                  | Dubrovich V 15–14    | Volpi P 13–15        | Non qualificata      | Non qualificata                          | Non qualificata             | Non qualificata | Non qualificata |
| Peter Joppich Benjamin Kleibrink Luis Klein André Sanita | Fioretto a squadre maschile    | N.D.                 | N.D.                 | Canada V 45–31       | Stati Uniti P 36–45  | Semifinale 5º/8º posto Hong Kong V 45–38 | Finale 5º posto Italia V WO | 5ª              |                 |
| Max Hartung                                              | Sciabola individuale maschile  | Bye                  | Decsi V 15–8         | Pakdaman P 9–15      | Non qualificato      | Non qualificato                          | Non qualificato             | Non qualificato | Non qualificato |
| Matyas Szabo                                             | Sciabola individuale maschile  | Bye                  | Gu V 15–8            | Ibragimov P 13–15    | Non qualificato      | Non qualificato                          | Non qualificato             | Non qualificato | Non qualificato |
| Benedikt Wagner                                          | Sciabola individuale maschile  | Bye                  | Ibragimov P 13–15    | Non qualificato      | Non qualificato      | Non qualificato                          | Non qualificato             | Non qualificato | Non qualificato |
| Max Hartung Matyas Szabo Benedikt Wagner                 | Sciabola a squadre maschile    | N.D.                 | N.D.                 | Bye                  | ROC V 45–28          | Corea del Sud P 42–45                    | Ungheria P 40–45            | 4ª              |                 |

## Skateboard
| Atleta            | Evento         | Qualificazione | Qualificazione | Finale          | Finale          |
| Atleta            | Evento         | Punteggio      | Pos.           | Punteggio       | Pos.            |
| ----------------- | -------------- | -------------- | -------------- | --------------- | --------------- |
| Tyler Edtmayer    | Park maschile  | 61,78          | 15º            | Non qualificato | Non qualificato |
| Lilly Stoephasius | Park femminile | 38,37          | 9ª             | Non qualificata | Non qualificata |

## Sollevamento pesi
| Atleta                | Evento          | Strappo   | Strappo    | Slancio   | Slancio    | Totale | Classifica |
| Atleta                | Evento          | Risultato | Classifica | Risultato | Classifica | Totale | Classifica |
| --------------------- | --------------- | --------- | ---------- | --------- | ---------- | ------ | ---------- |
| Simon Brandhuber      | 61 kg maschile  | 123       | 10º        | 145       | 11º        | 268    | 9º         |
| Nico Müller           | 81 kg maschile  | 159       | 9º         | 195       | 6º         | 354    | 7º         |
| Sabine Beate Kusterer | 59 kg femminile | 91        | 7ª         | 107       | 10ª        | 198    | 10ª        |
| Lisa Schweizer        | 64 kg femminile | 100       | 7ª         | 117       | 10ª        | 217    | 10ª        |

## Surf
| Atleta       | Evento              | Round 1   | Round 1 | Round 2   | Round 2 | Round 3              | Quarti               | Semifinale           | Finale               | Pos.            |
| Atleta       | Evento              | Punteggio | Pos.    | Punteggio | Pos.    | Avversario Risultato | Avversario Risultato | Avversario Risultato | Avversario Risultato | Pos.            |
| ------------ | ------------------- | --------- | ------- | --------- | ------- | -------------------- | -------------------- | -------------------- | -------------------- | --------------- |
| Leon Glatzer | Shortboard maschile | 10,00     | 3º R2   | 10,43     | 4º      | Non qualificato      | Non qualificato      | Non qualificato      | Non qualificato      | Non qualificato |

## Taekwondo
| Atleta             | Evento          | Ottavi               | Quarti               | Semifinali           | Ripescaggio          | Finale               | Pos.            |
| Atleta             | Evento          | Avversario Punteggio | Avversario Punteggio | Avversario Punteggio | Avversario Punteggio | Avversario Punteggio | Pos.            |
| ------------------ | --------------- | -------------------- | -------------------- | -------------------- | -------------------- | -------------------- | --------------- |
| Alexander Bachmann | +80 kg maschile | Zhaparov P 7–11      | Non qualificato      | Non qualificato      | Non qualificato      | Non qualificato      | Non qualificato |

## Tennis

### Singolare
| Atleta                | Evento              | 32-esimi                    | 16-esimi                   | Ottavi                        | Quarti               | Semifinali                | Finale                | Pos.            |
| Atleta                | Evento              | Avversario Punteggio        | Avversario Punteggio       | Avversario Punteggio          | Avversario Punteggio | Avversario Punteggio      | Avversario Punteggio  | Pos.            |
| --------------------- | ------------------- | --------------------------- | -------------------------- | ----------------------------- | -------------------- | ------------------------- | --------------------- | --------------- |
| Dominik Koepfer       | Singolare maschile  | Bagnis V (3–6, 6–3, 7–5)    | Purcell V (6–3, 6–0)       | Carreño Busta P (6(7)–7, 3–6) | Non qualificato      | Non qualificato           | Non qualificato       | Non qualificato |
| Philipp Kohlschreiber | Singolare maschile  | Tsitsipas P (3–6, 6–3, 3–6) | Non qualificato            | Non qualificato               | Non qualificato      | Non qualificato           | Non qualificato       | Non qualificato |
| Jan-Lennard Struff    | Singolare maschile  | Monteiro V (6–3, 6–4)       | Đoković P (4–6, 3–6)       | Non qualificato               | Non qualificato      | Non qualificato           | Non qualificato       | Non qualificato |
| Alexander Zverev      | Singolare maschile  | Lu V (6–1, 6–3)             | Galán V (6–2, 6–2)         | Basilašvili V (6–3, 7–6(5))   | Chardy V (6–4, 6–1)  | Đoković V (1–6, 6–3, 6–1) | Chačanov V (6–3, 6–1) |                 |
| Mona Barthel          | Singolare femminile | Świątek P (2–6, 2–6)        | Non qualificata            | Non qualificata               | Non qualificata      | Non qualificata           | Non qualificata       | Non qualificata |
| Anna-Lena Friedsam    | Singolare femminile | Watson V (7–6(5), 6–3)      | Pavljučenkova P (1–6, 1–6) | Non qualificata               | Non qualificata      | Non qualificata           | Non qualificata       | Non qualificata |
| Laura Siegemund       | Singolare femminile | Svitolina P (3–6, 7–5, 4–6) | Non qualificata            | Non qualificata               | Non qualificata      | Non qualificata           | Non qualificata       | Non qualificata |

### Doppio
| Atleta                              | Evento           | 16-esimi                           | Ottavi                                | Quarti                              | Semifinali           | Finale               | Pos.            |
| Atleta                              | Evento           | Avversario Punteggio               | Avversario Punteggio                  | Avversario Punteggio                | Avversario Punteggio | Avversario Punteggio | Pos.            |
| ----------------------------------- | ---------------- | ---------------------------------- | ------------------------------------- | ----------------------------------- | -------------------- | -------------------- | --------------- |
| Kevin Krawietz Tim Pütz             | Doppio maschile  | Bagnis / Schwartzman V (6–2, 6–1)  | Murray / Salisbury P (2–6, 6(2)–7)    | Non qualificati                     | Non qualificati      | Non qualificati      | Non qualificati |
| Jan-Lennard Struff Alexander Zverev | Doppio maschile  | Hurkacz / Kubot V (6–2, 7–6(5))    | Chardy / Monfils V (6–3, 7–5)         | Krajicek / Sandgren P (3–6, 6(4)–7) | Non qualificati      | Non qualificati      | Non qualificati |
| Anna-Lena Friedsam Laura Siegemund  | Doppio femminile | Kudermetova / Vesnina P (2–6, 5–7) | Non qualificate                       | Non qualificate                     | Non qualificate      | Non qualificate      | Non qualificate |
| Laura Siegemund Kevin Krawietz      | Doppio misto     | N.D.                               | Mattek-Sands / Ram V (6–4, 5–7, 10–8) | Stojanović / Đoković P (1–6, 2–6)   | Non qualificati      | Non qualificati      | Non qualificati |

## Tennistavolo
| Atleta                                         | Evento            | Preliminari          | Round 1              | Round 2              | Round 3              | Ottavi                 | Quarti               | Semifinali           | Finale / FB          | Pos.            |                 |
| Atleta                                         | Evento            | Avversario Punteggio | Avversario Punteggio | Avversario Punteggio | Avversario Punteggio | Avversario Punteggio   | Avversario Punteggio | Avversario Punteggio | Avversario Punteggio | Pos.            |                 |
| ---------------------------------------------- | ----------------- | -------------------- | -------------------- | -------------------- | -------------------- | ---------------------- | -------------------- | -------------------- | -------------------- | --------------- | --------------- |
| Timo Boll                                      | Singolo maschile  | Bye                  | Bye                  | Bye                  | Gerassimenko V 4–1   | Jeoung P 1–4           | Non qualificato      | Non qualificato      | Non qualificato      | Non qualificato |                 |
| Dimitrij Ovtcharov                             | Singolo maschile  | Bye                  | Bye                  | Bye                  | Skachkov V 4–0       | Niwa V 4–1             | Calderano V 4–2      | Ma P 3–4             | Lin V 4–3            |                 |                 |
| Han Ying                                       | Singolo femminile | Bye                  | Bye                  | Bye                  | Lay V 4–0            | Feng V 4–1             | Sun P 0–4            | Non qualificata      | Non qualificata      | Non qualificata |                 |
| Petrissa Solja                                 | Singolo femminile | Bye                  | Bye                  | Bye                  | Zhang P 3–4          | Non qualificata        | Non qualificata      | Non qualificata      | Non qualificata      | Non qualificata |                 |
| Timo Boll Patrick Franziska Dimitrij Ovtcharov | Squadre maschile  | N.D.                 | N.D.                 | N.D.                 | N.D.                 | Portogallo V 3–0       | Taipei cinese V 3–2  | Giappone V 3–2       | Cina P 0–3           |                 |                 |
| Han Ying Petrissa Solja Shan Xiaona            | Squadre femminile | N.D.                 | N.D.                 | N.D.                 | N.D.                 | Australia V 3–0        | Corea del Sud V 3–2  | Cina P 0–3           | Hong Kong P 1–3      | 4ª              |                 |
| Patrick Franziska Petrissa Solja               | Doppio misto      | N.D.                 | N.D.                 | N.D.                 | N.D.                 | Campos / Fonseca V 4–0 | Mizutani / Ito P 3–4 | Non qualificati      | Non qualificati      | Non qualificati | Non qualificati |

## Tiro a segno/volo

### Uomini
| Atleta          | Evento                      | Qualificazione | Qualificazione | Finale          | Finale          |
| Atleta          | Evento                      | Punteggio      | Classifica     | Punteggio       | Classifica      |
| --------------- | --------------------------- | -------------- | -------------- | --------------- | --------------- |
| Christian Reitz | Pistola 10 m aria compressa | 584            | 3º Q           | 176,6           | 5º              |
| Oliver Geis     | Pistola 25 m automatica     | 577            | 13º            | Non qualificato | Non qualificato |
| Christian Reitz | Pistola 25 m automatica     | 587            | 1º Q           | 18              | 5º              |
| Andreas Löw     | Trap                        | 121            | 15º            | Non qualificato | Non qualificato |

### Donne
| Atleta               | Evento                       | Qualificazione | Qualificazione | Finale          | Finale          |
| Atleta               | Evento                       | Punteggio      | Classifica     | Punteggio       | Classifica      |
| -------------------- | ---------------------------- | -------------- | -------------- | --------------- | --------------- |
| Jolyn Beer           | Carabina 10 m aria compressa | 625,8          | 17ª            | Non qualificata | Non qualificata |
| Jolyn Beer           | Carabina 50 m 3 posizioni    | 1178           | 3ª Q           | 417,8           | 6ª              |
| Monika Karsch        | Pistola 10 m aria compressa  | 568            | 29ª            | Non qualificata | Non qualificata |
| Carina Wimmer        | Pistola 10 m aria compressa  | 571            | 20ª            | Non qualificata | Non qualificata |
| Monika Karsch        | Pistola 25 m                 | 580            | 20ª            | Non qualificata | Non qualificata |
| Doreen Vennekamp     | Pistola 25 m                 | 586            | 4ª Q           | 14              | 7ª              |
| Nadine Messerschmidt | Skeet                        | 120            | 5ª Q           | 26              | 5ª              |

### Misto
| Atleta                        | Evento                                | Qualificazione 1 | Qualificazione 1 | Qualificazione 2 | Qualificazione 2 | Finale               | Finale          |
| Atleta                        | Evento                                | Punteggio        | Classifica       | Punteggio        | Classifica       | Avversario Punteggio | Pos.            |
| ----------------------------- | ------------------------------------- | ---------------- | ---------------- | ---------------- | ---------------- | -------------------- | --------------- |
| Carina Wimmer Christian Reitz | Pistola 10 m aria compressa a squadre | 571              | 12ª              | Non qualificata  | Non qualificata  | Non qualificata      | Non qualificata |

## Tiro con l'arco
| Atleta                                       | Evento                | Classificazione | Classificazione | 32-esimi             | 16-esimi             | Ottavi               | Quarti               | Semifinali           | Finale / FB          | Pos.            |
| Atleta                                       | Evento                | Punteggio       | Pos.            | Avversario Punteggio | Avversario Punteggio | Avversario Punteggio | Avversario Punteggio | Avversario Punteggio | Avversario Punteggio | Pos.            |
| -------------------------------------------- | --------------------- | --------------- | --------------- | -------------------- | -------------------- | -------------------- | -------------------- | -------------------- | -------------------- | --------------- |
| Florian Unruh                                | Individuale maschile  | 654             | 33º             | Dwi Pangestu V 6–2   | Kim V 7–3            | Duenas V 6–2         | Nespoli P 4–6        | Non qualificato      | Non qualificato      | Non qualificato |
| Michelle Kroppen                             | Individuale femminile | 655             | 11ª             | Sichenikova V 6–0    | Osipova P 4–6        | Non qualificata      | Non qualificata      | Non qualificata      | Non qualificata      | Non qualificata |
| Charline Schwarz                             | Individuale femminile | 607             | 60ª             | Brown P 2–6          | Non qualificata      | Non qualificata      | Non qualificata      | Non qualificata      | Non qualificata      | Non qualificata |
| Lisa Unruh                                   | Individuale femminile | 647             | 26ª             | Marusava P 4–6       | Non qualificata      | Non qualificata      | Non qualificata      | Non qualificata      | Non qualificata      | Non qualificata |
| Michelle Kroppen Charline Schwarz Lisa Unruh | Squadra femminile     | 1909            | 10ª             | N.D.                 | N.D.                 | Taipei cinese V 6–2  | Messico V 6–2        | ROC P 1–5            | Bielorussia V 5–1    |                 |
| Florian Unruh Michelle Kroppen               | Squadra mista         | 1309            | 13ª             | N.D.                 | N.D.                 | Messico P 2–6        | Non qualificata      | Non qualificata      | Non qualificata      | Non qualificata |

## Triathlon
| Atleta                                                        | Evento                | Nuoto                   | T1                      | Ciclismo                  | T2                | Corsa                   | Totale   | Classifica |
| ------------------------------------------------------------- | --------------------- | ----------------------- | ----------------------- | ------------------------- | ----------------- | ----------------------- | -------- | ---------- |
| Justus Nieschlag                                              | Individuale maschile  | 18'09"                  | 0'42"                   | 56'14"                    | 0'33"             | 34'32"                  | 1h50'10" | 40º        |
| Jonas Schomburg                                               | Individuale maschile  | 17'42"                  | 0'38"                   | 58'38"                    | 0'34"             | 32'02"                  | 1h49'34" | 38º        |
| Anabel Knoll                                                  | Individuale femminile | 20'05"                  | 0'42"                   | 1h06'14"                  | 0'33"             | 37'11"                  | 2h04'45" | 31ª        |
| Laura Lindemann                                               | Individuale femminile | 18'36"                  | 0'41"                   | 1h02'46"                  | 0'33"             | 35'48"                  | 1h58'24" | 8ª         |
| Laura Lindemann Jonas Schomburg Anabel Knoll Justus Nieschlag | Squadre miste         | 3'48" 4'01" 4'28" 4'09" | 0'38" 0'36" 0'38" 0'39" | 10'09" 9'36" 10'28" 9'40" | 0'29" 0'28" 0'26" | 6'11" 5'46" 6'22" 5'40" | 1h24'40" | 6ª         |

## Tuffi

### Uomini
| Atleta                        | Evento                | Preliminari | Preliminari | Semifinale      | Semifinale      | Finale          | Finale          |
| Atleta                        | Evento                | Punti       | Classifica  | Punti           | Classifica      | Punti           | Classifica      |
| ----------------------------- | --------------------- | ----------- | ----------- | --------------- | --------------- | --------------- | --------------- |
| Patrick Hausding              | Trampolino 3 m        | 364,05      | 21º         | Non qualificato | Non qualificato | Non qualificato | Non qualificato |
| Martin Wolfram                | Trampolino 3 m        | 444,50      | 8º Q        | 423,00          | 9º Q            | 426,75          | 7º              |
| Timo Barthel                  | Piattaforma 10 m      | 395,70      | 13º Q       | 364,50          | 17º             | Non qualificato | Non qualificato |
| Jaden Eikermann               | Piattaforma 10 m      | 330,75      | 21º         | Non qualificato | Non qualificato | Non qualificato | Non qualificato |
| Patrick Hausding Lars Rüdiger | Trampolino 3 m sincro | N.D.        | N.D.        | N.D.            | N.D.            | 404,73          |                 |

### Donne
| Atleta                       | Evento                  | Preliminari | Preliminari | Semifinale | Semifinale | Finale          | Finale          |
| Atleta                       | Evento                  | Punti       | Classifica  | Punti      | Classifica | Punti           | Classifica      |
| ---------------------------- | ----------------------- | ----------- | ----------- | ---------- | ---------- | --------------- | --------------- |
| Tina Punzel                  | Trampolino 3 m          | 287,00      | 14ª Q       | 311,05     | 7ª Q       | 302,95          | 7ª              |
| Christina Wassen             | Piattaforma 10 m        | 297,15      | 13ª Q       | 237,30     | 18ª        | Non qualificata | Non qualificata |
| Elena Wassen                 | Piattaforma 10 m        | 323,80      | 6ª Q        | 303,70     | 11ª Q      | 291,90          | 8ª              |
| Lena Hentschel Tina Punzel   | Trampolino 3 m sincro   | N.D.        | N.D.        | N.D.       | N.D.       | 284,97          |                 |
| Tina Punzel Christina Wassen | Piattaforma 10 m sincro | N.D.        | N.D.        | N.D.       | N.D.       | 292,86          | 5ª              |

## Vela
| Atleta                         | Evento           | Regata | Regata | Regata | Regata | Regata | Regata | Regata | Regata | Regata | Regata | Regata | Regata | Regata | Punteggio Totale | Punteggio Netto | Classifica |
| Atleta                         | Evento           | 1      | 2      | 3      | 4      | 5      | 6      | 7      | 8      | 9      | 10     | 11     | 12     | M      | Punteggio Totale | Punteggio Netto | Classifica |
| ------------------------------ | ---------------- | ------ | ------ | ------ | ------ | ------ | ------ | ------ | ------ | ------ | ------ | ------ | ------ | ------ | ---------------- | --------------- | ---------- |
| Philipp Buhl                   | Laser maschile   | 10     | 2      | 10     | 21     | 12     | 22     | 4      | 3      | 32     | 1      | N.D.   | N.D.   | 3      | 123              | 91              | 5º         |
| Svenja Weger                   | Laser femminile  | 5      | 1      | 21     | 29     | 14     | 29     | 8      | 12     | 12     | 29     | N.D.   | N.D.   | EL     | 160              | 131             | 16ª        |
| Luise Wanser Anastasiya Winkel | 470 femminile    | 22     | 22     | 5      | 4      | 16     | 8      | 7      | 1      | 5      | 6      | N.D.   | N.D.   | 4      | 99               | 77              | 6ª         |
| Erik Heil Thomas Plößel        | 49er maschile    | 3      | 13     | 5      | 14     | 3      | 4      | 1      | 7      | 12     | 2      | 14     | 5      | 2      | 84               | 70              |            |
| Susann Beucke Tina Lutz        | 49erFX femminile | 5      | 6      | 8      | 3      | 14     | 12     | 11     | 13     | 3      | 7      | 3      | 3      | 5      | 96               | 83              |            |
| Paul Kohlhoff Alica Stuhlemmer | Nacra 17 misto   | 5      | 1      | 7      | 3      | 3      | 11     | 3      | 2      | 8      | 3      | 6      | 6      | 16     | 74               | 63              |            |